# 暗黒ライトノベル
暗黒ライトノベル（あんこくライトノベル）とはライトノベルの一分野である。暗黒ライトノベルという正確な分類法があるわけではないが、主に鬱展開や残虐な描写、悲劇的・絶望的な結末などが盛り込まれている作品を指す。
暗黒ライトノベルの元祖としてよく挙げられるのは浅井ラボ作の『されど罪人は竜と踊る』である。また、作家同士の集まりで浅井ラボを会長とする全日本暗黒ライトノベル連合というジョーク集団が存在する。

## 暗黒ライトノベルとされる作品一覧
- 嘘つきみーくんと壊れたまーちゃん[3]
- きみとぼくの壊れた世界[3]
- 吸血鬼のおしごと[3]
- ルナティック・ムーン[3]